# Nilton Nóbrega
Nilton Nóbrega Pontes (Río de Janeiro, Brasil, 24 de diciembre de 1955) es un exfutbolista profesional de origen brasileño. En 1984 obtendría la nacionalidad costarricense.

## Trayectoria
Comenzó su carrera deportiva en la ligas menores del America do Rio, equipo con el que debutó en el Brasileirão. En 1977 llegó a Costa Rica para integrase al Club Sport Herediano, donde jugó 10 temporadas entre 1978 y 1985, obteniendo los títulos de 1978, 1979, 1981 y 1985 de la Primera División de Costa Rica. Logró 47 anotaciones en 227 partidos con los florenses, lo que lo convirtió en el extranjero con más partidos disputados, así como el mejor goleador extranjero. En 1986 firmó con el Deportivo Saprissa, donde lograría los títulos de 1988 y 1989. Posterior a su retiro de Primera División de Costa Rica, militaría dos temporadas en la Segunda División de Costa Rica con los equipos de la Asociación Deportiva Filial Club UCR y A.D. Municipal Curridabat.
A niveles de selecciones nacionales debutó el 6 de febrero de 1985 ante la Selección de fútbol de El Salvador. Disputó ocho partidos registrando una única anotación.
Ha desempeñado cargos a nivel de entrenador de ligas menores con el Deportivo Saprissa, Club Sport Herediano y  Colegio Saint Francis, así como su propia escuela de fútbol.

### Goles internacionales
| #  | Fecha               | Lugar                                  | Oponente          | Anotaciones | Resultado | Competición                                                      |
| -- | ------------------- | -------------------------------------- | ----------------- | ----------- | --------- | ---------------------------------------------------------------- |
| 1. | 24 de abril de 1985 | Estadio Nacional, San José, Costa Rica | Trinidad y Tobago | 0-3         | 0-3       | Clasificación de CONCACAF para la Copa Mundial de Fútbol de 1986 |

## Clubes
| Club               | País       | Año         |
| ------------------ | ---------- | ----------- |
| America do Rio     | Brasil     | 1975 - 1977 |
| C.S Herediano      | Costa Rica | 1978 - 1985 |
| Deportivo Saprissa | Costa Rica | 1986 - 1989 |

## Palmarés
| Título                         | Club               | País       | Año  |
| ------------------------------ | ------------------ | ---------- | ---- |
| Primera División de Costa Rica | C.S Herediano      | Costa Rica | 1978 |
| Primera División de Costa Rica | C.S Herediano      | Costa Rica | 1979 |
| Primera División de Costa Rica | C.S Herediano      | Costa Rica | 1981 |
| Primera División de Costa Rica | C.S Herediano      | Costa Rica | 1985 |
| Primera División de Costa Rica | Deportivo Saprissa | Costa Rica | 1988 |
| Primera División de Costa Rica | Deportivo Saprissa | Costa Rica | 1989 |